# Timo Wopp

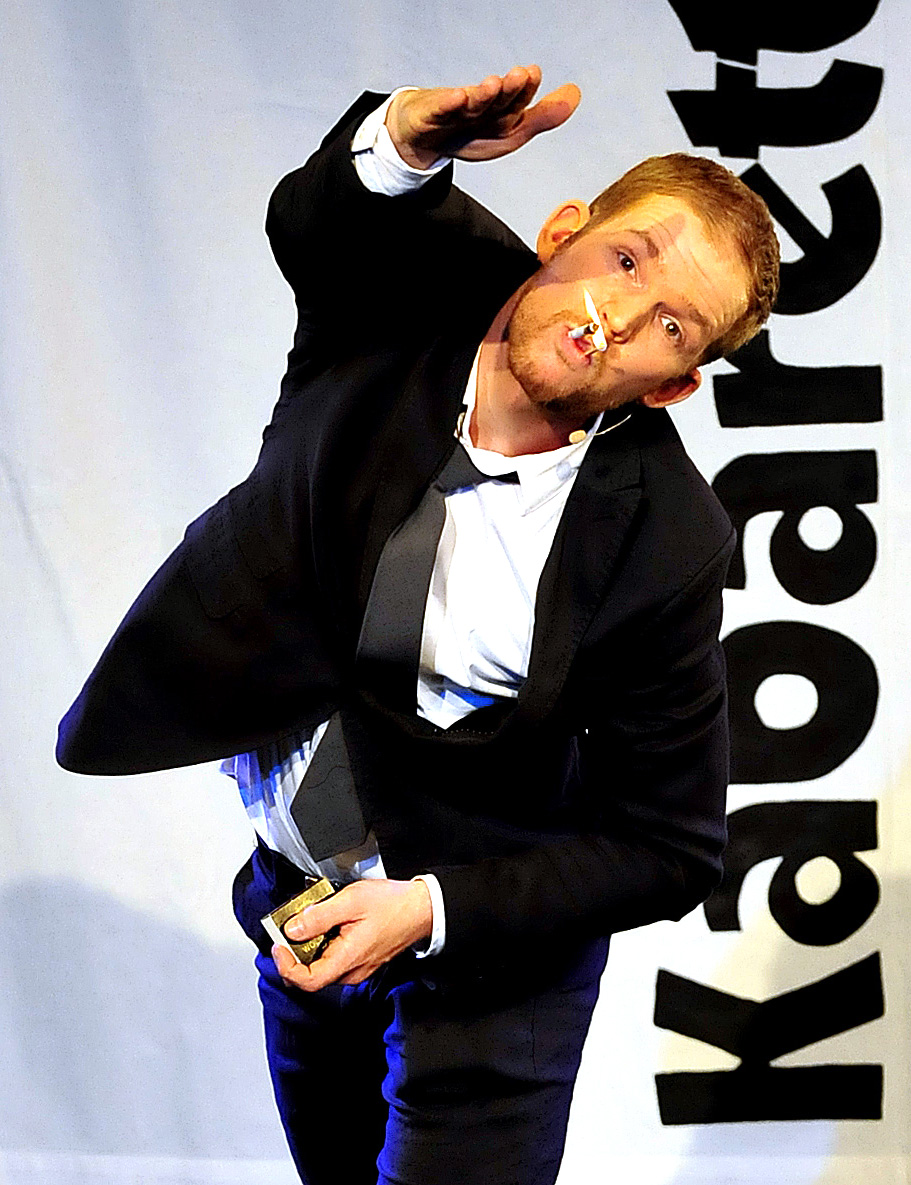
Timo Wopp beim Kabarett Kaktus 2011

Timo Wopp (* 1976 in Oldenburg, Niedersachsen) ist ein deutscher Kabarettist, Moderator, Vortragsredner und Jongleur.

## Leben
Nach dem Abitur 1997 am Gymnasium Eversten Oldenburg studierte Wopp an der Universität Hamburg Betriebswirtschaftslehre, 2005 schloss er dieses Studium mit dem akademischen Grad des Diplom-Kaufmannes ab.
Parallel zu seinem Studium arbeitete Wopp als professioneller Jongleur auf deutschen und internationalen Varietébühnen, darunter Wintergarten Varieté Berlin, Roncalli’s Apollo Varieté Düsseldorf, Schmidt Theater Hamburg und Le Plus Grand Cabaret du Monde Paris. Im Jahre 2007 war er der erste deutsche Jongleur mit einem Solovertrag beim Cirque du Soleil in New York.
Ab Dezember 2010 war er mit seinem Kabarettprogramm Passion auf Tournee und gastierte mit diesem auf verschiedenen Theaterbühnen, darunter mehrmals im Pantheon-Theater Bonn, in den Wühlmäusen Berlin und im Düsseldorfer Kom(m)ödchen. Neben den Theatervorführungen tritt er regelmäßig für den Quatsch Comedy Club sowie im Rahmen des Köln Comedy Festivals und der Kabarettsendung Die Anstalt auf. Ab Oktober 2015 spielte er sein zweites Abend-Programm Moral – Eine Laune der Kultur. Seit September 2018 läuft sein drittes Solo-Programm Auf der Suche nach dem verlorenen Witz.

## Auszeichnungen
- 2011: Kabarett Kaktus München (1. Platz)
- 2011: Krefelder Krähe (1. Platz)
- 2011: Hamburger Comedy Pokal (1. Platz und Publikumspreis)
- 2011: Rostocker Koggenzieher (3. Platz und Publikumspreis)
- 2012: Nominierung für den Prix Pantheon
- 2012: Stuttgarter Besen (1. Platz)
- 2012: „sPEZIALIST“ (Publikumspreis)
- 2014: Thüringer Kleinkunstpreis
- 2014: St. Ingberter Pfanne (Haupt- und Publikumspreisträger)